# HMAS Gunbar
HMAS Gunbar – australijski trałowiec pomocniczy i stawiacz sieci służący w Royal Australian Navy (RAN) w okresie II wojny światowej.

## Historia
Kabotażowiec został zbudowany w 1911 w stoczni Ardrossan Drydock & Shipbuilding w Glasgow dla firmy North Coast Steam Navigation Company.  W latach 1926–1939 kilkakrotnie zmieniał właściciela, a w momencie wybuchu wojny ponownie należał do jego pierwszego właściciela
SS Gunbar został wynajęty przez RAN 30 września 1940 za £120 miesięcznie.  Statek został przystosowany do roli trałowca pomocniczego, do służby wszedł 18 grudnia 1940 jako HMAS Gunbar (FY98) pod dowództwem kapitana marynarki Normana M. Muzzella.  Gunbar początkowo patrolował południowo-wschodnie wybrzeże Australii, w kwietniu 1941 przeszedł do Fremantle, gdzie stacjonował do stycznia 1942, następnie został skierowany do Darwin.
19 lutego 1942 w czasie japońskiego nalotu na Darwin Gunbar został zaatakowany jako pierwszy okręt w zatoce.  Wchodził właśnie do portu, kiedy został ostrzelany przez myśliwce Zero.  W czasie ataku dziewięciu marynarzy, w tym dowódca, zostało rannych, jeden z nich zmarł.  Po ataku Gunbar odstawił pięciu rannych na brzeg i udał się z pomocą ciężko uszkodzonemu frachtowcowi MV Portmar ewakuując z pokładu jego załogę.
Okręt pozostał w Darwin do kwietnia 1943.  W czerwcu 1943 przybył do Sydney, gdzie przeszedł remont i został zaadaptowany do roli stawiacza sieci.  W tej roli Gunbar służył do końca wojny. Okręt został wycofany do rezerwy 3 grudnia 1945, na początku 1946 został zakupiony przez RAN od właściciela, ale już 25 lipca tego roku został skreślony z listy okrętów RAN i zdemobilizowany.
Gunbar został zakupiony przez chińską firmę i otrzymał nową nazwę West River, ale z powodu sytuacji politycznej sprzedaż nie została sfinalizowana i statek został ostatecznie złomowany w Sydney.